# 中亚泽芹
中亚泽芹（学名：Sium medium）是伞形科泽芹属的植物。分布在俄罗斯以及中国大陆的新疆等地，生长于海拔500米至1,800米的地区，见于沼泽地区，目前尚未由人工引种栽培。